# グレイファントム
グレイファントム (GRAY PHANTOM) は、OVA『機動戦士ガンダム0080 ポケットの中の戦争』『機動戦士ガンダム0083 STARDUST MEMORY』などに登場する架空の艦艇。地球連邦軍所属のペガサス級強襲揚陸艦であり、準ホワイトベース級強襲揚陸艦にも分類される。G-4部隊（G-4実験部隊）に所属しており、部隊指揮官はスチュアート少佐。また、モビルスーツ (MS) 部隊としてスカーレット隊が所属している。
初期設定での名称はトロイホースであったため、現在でもそう呼ばれることがある（艦籍番号：LMSD-76）。

## 設定解説
グレイファントムは、ペガサス級強襲揚陸艦、又は準ホワイトベース級強襲揚陸艦である。
艦籍番号（ハルナンバー）はLMSD-76とされるが、これはMS搭載強襲揚陸艦としての設定である。講談社発行の書籍『機動戦士ガンダムMSVコレクションファイル 宇宙編』（1999年）によって付けられたものであり、それ以外の資料で明記されたことはない。
準ホワイトベース級（改ペガサス級、改ホワイトベース級、ホワイトベース級準同型艦、サラブレッド級と表記されることもある）は、ペガサス級4番艦であるSCVA-72 サラブレッドが1番艦である。以降、2番艦SCVA-73 トロイホースなどが存在する。このうち、一年戦争中に完成したのはサラブレッド、トロイホース、グレイファントムのみ。
グレイファントムがペガサス級の何番艦であるかは不明である。講談社発行の書籍『機動戦士ガンダム0083 MS WARS』134頁にはトロイホースがペガサス級4番艦（改ペガサス級1番艦）、グレイファントムが5番艦（改ペガサス級2番艦）、スタリオンが6番艦（改ペガサス級3番艦）とあるが、サラブレッドが記載されていない。
また、準ホワイトベース級と呼ばれる艦は、基本的にその艦ごとに仕様が異なり、外見にも差異がある。講談社発行の書籍『機動戦士ガンダム 公式百科事典 GUNDAM OFFICIALS』では本艦を「ホワイトベース準同型」ではなく、「グレイファントム型」として分類している。
富士急ハイランドの劇場アトラクション『GUNDAM THE RIDE』（2000年）に登場するSCV-73 ブランリヴァルをペガサス級5番艦とする説もあるが、こちらは多くの資料でホワイトベース級とされていることが多く、艦籍番号はSCVである。準ホワイトベース級であるグレイファントムとの関係は不明。

## スカーレット隊
グレイファントムに搭載されているMS部隊には、スカーレット隊という名称が与えられている。量産型ガンキャノンが2機、ジム・スナイパーIIが4機（2機はジム・コマンドであるという説もある）配備されている。
「機動戦士ガンダム0080 ポケットの中の戦争」では、ミハイルが搭乗するケンプファーに呆気なく全滅させられた。
一部資料ではグレイファントムに搭載されているMS隊はスカーレット隊（ジムコマンドが3機、量産型ガンキャノン1機）とディープブルー隊（ジムスナイパーIIが3機、量産型ガンキャノン1機）であるとなっている。

## 劇中での活躍
どの作品においても劇中での描写は少ない。

### 一年戦争（『機動戦士ガンダム0080 ポケットの中の戦争』他）
ガンダムNT-1を受領するためにサイド6のコロニー「リボー」に駐留する。第4話「河を渡って木立を抜けて」ではケンプファーの襲撃に当たり中立コロニーながら内部に進入。艦載MS部隊であるスカーレット隊を発進させた。ただしスカーレット隊はケンプファーにより全滅させられている。
また、同型艦として漫画『アウターガンダム』には第七艦隊旗艦である「トリビューン」が、漫画『機動戦士ガンダム ミッシングリンク』にはグレイヴの有する「フォレスタル」が登場している。

### デラーズ紛争（『機動戦士ガンダム0083 STARDUST MEMORY』）
グレイファントムおよび戦後新造されたといわれる同型艦（名称不明、一説によればスタリオン）の2隻は、デラーズ紛争時の宇宙世紀0083年11月10日、コンペイトウでの観艦式に参加していたが、デラーズ・フリートに強奪されたガンダム試作2号機による核攻撃を受け、他の艦艇共々撃沈された。核攻撃に対する脆弱性を露呈した。
雑誌『ガンダムエース』掲載の特別読切漫画「機動戦士ガンダム U.C. ENGAGE  -0082 星屑の素顔-」では、前年の0082年に月面パトロール隊の母艦として同型艦が登場する。

### ラプラス事変（『機動戦士ガンダムUC』）
OVA版『機動戦士ガンダムUC』のepisode 4で、地上のジオン残党軍の拠点の1つとしてアジアの山岳地帯に擱座した同型艦が登場。擱座の理由やジオン残党に接収されていた経緯は不明。
艦としての機能の一部はまだ生きており、カタパルトの誘導灯が点灯・点滅する様子が描写されている。連邦軍トリントン湾岸基地襲撃作戦に参加すべく、ベースジャバーやドダイYSに乗ったマラサイ、ガルスJ、ガルスK、ザクキャノンらが次々に出撃した。なお、軍事拠点としてだけでなく住居としても活用しているようで、出撃していくMSを残党兵の家族たちが見送る場面では、艦の装甲上に点在する家々が確認できる。

## 艦名について
「グレイファントム」は、一部資料では「トロイホース」と称されているが、そちらはアニメ制作時の初期原稿での呼称であり、制作中に変更された。理由は当時、ホワイトベース級の艦は全て色名を付けることで決まったため、と発表されたが、他にも、『モビルスーツバリエーション』（MSV）にて設定が作られたSCVA-73 トロイホース（後述）に関する記述と作中の設定が異なるため、あるいはトロイの木馬は英語でTrojan Horse（トロージャンホース）であるため、TROY HORSEという名称はおかしいので変更したのでは、などと様々な説が語られた。出渕裕などのインタビューによると、監督である高山文彦の趣味というのが真相だという。
スカーレット隊の部隊マークはTHであるが、これは艦名がトロイホースだった頃の名残と思われる。
なお、漫画版（コミカライズ版）『機動戦士ガンダム0080 ポケットの中の戦争』においては、制作時期の都合によりトロイホースの名称のまま登場している。

### 艦名設定の変遷
出渕裕によって描かれた設定画で一般に出回っているものは以下の3種類が存在する。以下の設定画は基本的に同じものであるが、船体に描かれている文字が異なる。
1. 船体に「TROY HORSE」と描かれているもの（『機動戦士ガンダム0080 ポケットの中の戦争』における準備稿、カラー設定画）。
2. 船体に「GRAY PHANTOM」と描かれているもの（『機動戦士ガンダム0080 ポケットの中の戦争』における決定稿）。
3. 船体に何も描かれていないもの（『機動戦士ガンダム0083 STARDUST MEMORY』における決定稿）。

このうち、1990年代前半頃まで主に使用されたのが「TROY HORSE」と描かれたものである。この設定画はOVA制作の初期に変更前のトロイホースの名前と共に多くのアニメ雑誌や模型誌などで掲載され、グレイファントムに変更された後もそのまま使われていた（例として『月刊モデルグラフィックス』1989年4月号に「トロイホース改めグレイファントム」とする記述があるが、設定画は「TROY HORSE」のままであった）。この設定画が「GRAY PHANTOM」に描き直されたのはOVA第1話発売の後であるらしく、カラー設定画は1999年に発売された書籍『機動戦士ガンダムMSVコレクションファイル 宇宙編』において初めて描き直された。このような経緯により、長い間混同が生じる結果になった。
混同の代表的な例がバンダイ発行の書籍『ENTERTAINMENT BIBLE.37 機動戦士ガンダム メカニック大図鑑』（1991年）における本艦の扱いである。この書籍でグレイファントムはペガサス級強襲揚陸空母「トロイホース」として紹介されており、カラー口絵ではカラー設定画である「TROY HORSE」と描かれたものが使われている。しかし、モノクロページでは決定稿である「GRAY PHANTOM」と描かれたものが使われている。また、『機動戦士ガンダム0083 STARDUST MEMORY』に登場する艦は特に名称は決められていないが、メカニック大図鑑の影響により多くの資料でトロイホースとされてきた。さらに、バンプレストやバンダイのゲーム『スーパーロボット大戦シリーズ』と『SDガンダム GGENERATIONシリーズ』でも長い間トロイホースとして登場していることも影響を与えている。
また、漫画版『機動戦士ガンダム0080 ポケットの中の戦争』においては、OVA版とは異なるシーンにグレイファントムではなくトロイホースとして登場している。そのため、コミックボンボン編集部としてはトロイホースとグレイファントムを別の艦として設定する必要がでてしまい、OVA『機動戦士ガンダム0083 STARDUST MEMORY』完結後に発売された書籍『機動戦士ガンダム0083 MS WARS』（1993年）において、旧『モビルスーツバリエーション』の設定を流用しながらもSCVA-72 サラブレッドの存在を漫画版『機動戦士ガンダム0080 ポケットの中の戦争』のトロイホースに、SCVA-73 トロイホースをOVA版グレイファントムに置き換えた。
しかし、近年は旧設定が再認識される傾向にあり、雑誌や書籍などで「トロイホースはグレイファントムの誤りである」「トロイホースはグレイファントムである」と認識されることが多くなった。『SDガンダム GGENERATION』シリーズではトロイホースという名前で登場する場合は、「劇中ではグレイファントムと呼称されている」と説明。作品によってはグレイファントムとして登場することもあるが、この場合は「トロイホース級のグレイファントム」という独自の解釈になっている。

### トロイホースとの関係
ただし、「トロイホース」と呼ばれる艦は他にも存在する。『モビルスーツバリエーション』におけるホワイトベース級宇宙攻撃空母5番艦・準ホワイトベース級宇宙攻撃空母2番艦トロイホース（艦籍番号：SCVA-73）である。この設定はバンダイ模型部発行の雑誌「模型情報6月号/特別編集モビルスーツバリエーションハンドブック第四集」や講談社発行の書籍『機動戦士ガンダム モビルスーツバリエーション 3 連邦軍編』（共に1984年）などに登場する。この艦は文字設定のみの存在ではあるが、上記のトロイホース（グレイファントム）と同名であるがため混同されることが多く、設定も似通っている。
もっとも、『機動戦士ガンダム0080 ポケットの中の戦争』自体が当初『モビルスーツバリエーション』のリメイクを意識しており、同名になっているのも意識的に行われたものとされている。例えば、MS-14JG ゲルググJも当初、MS-14B ゲルググ高機動型として発表されており、RX-78NT-1 ガンダムNT-1もRX-78-4 ガンダム4号機として設定されていた（G-4という部隊名やマーキングがその名残）。
両艦で似ている点は以下の通りである。
1. ペガサス級（ホワイトベース級）5番艦である。
2. さらに、準ホワイトベース級でもあり、SCVA-72 サラブレッドと同型艦である。
3. 一年戦争中に完成し、実戦に投入されている。

ただし、以下の点で異なっている。
1. 『モビルスーツバリエーション』の設定ではトロイホースは後方で輸送に使用されており、実戦に参加したかどうかは不明。グレイファントムにはMSが配備されており、実戦に参加している。
2. 講談社発行の書籍『機動戦士ガンダム0083 MS WARS』（1993年）ではトロイホースがペガサス級4番艦（改ペガサス級1番艦）、グレイファントムがペガサス級5番艦（改ペガサス級2番艦）とされており、サラブレッドの存在は否定されている。
3. 講談社発行の書籍『機動戦士ガンダム 公式百科事典 GUNDAM OFFICIALS』（2001年）ではサラブレッドおよびトロイホースが「ホワイトベース準同型」、グレイファントムは「グレイファントム型」として別に分類されている。

2003年に発売されたゲーム『機動戦士ガンダム めぐりあい宇宙』および、漫画・小説『機動戦士ガンダム外伝 宇宙、閃光の果てに…』によりSCVA-72 サラブレッドが再設定され、グレイファントムは準ホワイトベース級強襲揚陸艦となった。